# Битва при Барнете
Битва при Барнете — сражение, состоявшееся 14 апреля 1471 года между войсками Ланкастеров и Йорков во время Войны Алой и Белой Розы. Эта битва, наряду с битвой при Тьюксбери, позволила удержаться на троне королю Эдуарду IV из дома Йорков. Армия Ланкастеров была наголову разбита, а её предводитель, граф Уорик, получивший прозвище «делатель королей», был убит. Битва была одним из самых значительных событий войны и стала переломным событием в борьбе двух аристократических домов. После неё английский трон на 14 лет перешёл во владение дома Йорков. Лишённые поддержки могущественного графа Уорика, Ланкастеры вскоре были окончательно разбиты в сражении при Тьюксбери.

## Предыстория
Войны роз представляла собой серию конфликтов между английскими дворянами в поддержку двух произошедших от Эдуарда III семей королевской крови. В 1461 году дом Йорков вытеснил дом Ланкастеров как правящего королевского дома в Англии — Эдуард IV отобрал трон у Генриха VI, который попал в плен в 1465 году и был заточён в Тауэре. Королева Маргарита Анжуйская и её сын Эдуард Вестминстерский бежали в Шотландию, где организовали сопротивление. Эдуард IV подавил все выступления и принудил шотландские власти выдворить из страны Ланкастеров, которые вынуждены были бежать во Францию. Когда йоркисты усилили свою власть над Англией, Эдвард вознаградил своих сторонников, в том числе своего главного советника — 16-го графа Уорика Ричарда Невилла, возвысив их до более высоких титулов и наградив их конфискованной у побежденных врагов землёй. Однако граф стал не одобрять правление короля, и позже их отношения стали натянутыми.
Уорик планировал женить короля на дочери союзного Франции Людовика I Савойского — принцессе Боне, и, таким образом, добиться союза двух королевств. Однако молодой король отдавал предпочтение Бургундии, а в 1464 году тайно обвенчался с Елизаветой Вудвилл, чем только усилил недовольство графа Уорика. Будучи бедной вдовой ланкастерского союзника Джона Грея, Елизавета была неподходящей кандидатурой на титул английской королевы. По её просьбе супруг даровал родне Елизаветы множество титулов и земель, а также организовал свадьбы между девицами рода Вудвилл и подходящими кандидатами из дома Йорков, тем самым понизив шансы для успешного замужества дочерей самого Уорика. Лично его оскорбили два благословлённых королём союза — крайне непопулярный брак его 60-летней тёти и герцогини Норфолк Кэтрин Невилл с 20-летним Джоном Вудвиллом и брак сына королевы Томаса Грея на несостоявшейся невесте его племянника и дочери 3-го герцога Эксетера Генри Холланда Анны Холланд) раздраженный этими действиями, Уорвик решил, что Вудвиллы оказали пагубное влияние на его правителя. Он чувствовал себя маргинализированным: его влияние на молодого короля терялось, и он решил принять решительные меры, чтобы заставить Эдварда подчиниться. Кроме того, Уорик также подумывал и о смещении короля Эдуарда и водворении на престол его младшего брата Джорджа Плантагенета, друга и союзника Уорика.
Спровоцировав несколько восстаний на севере, Уорик вынудил короля выступить в поход на север, в то время как большинство его сторонников проживало на юге страны. Эдвард оказался в меньшинстве; отступая, он узнал, что Уорвик и Кларенс призвали к открытой поддержке восстания. После победы в битве при Эджкот-Муре 26 июля 1469 года граф обнаружил, что короля покинули его сторонники, и привел его в Уорикский замок для «защиты». Сторонники Ланкастеров тут же воспользовались пленением короля как поводом для разжигания восстаний по всей стране. Однако ввиду того, что большинство йоркских военачальников отказалось подчиняться приказам Уорика, последний был вынужден отпустить короля на волю. Снова заняв престол, Эдуард не стал открыто преследовать Уорика, однако граф не без оснований считал, что король затаил на него большую обиду. Уорик спровоцировал ещё одно восстание, на этот раз с целью заменить Эдуарда Кларенсом. После поражения восставших 12 марта 1470 года в битве при Лоскот-Филд заговорщики были вынуждены бежать во Францию. Благодаря найденным у повстанцев письмам и признаниям пленённых лидеров, король раскрыл предательство графа. В договоре, заключённом с французским королём Людовиком XI, Уорик согласился служить Маргарите Анжуйской и Ланкастерам. Уорик высадился в Англии в 1470 году, вынудив короля искать убежища в Бургундии у своего зятя Карла Смелого. На английском троне был восстановлен Генрих VI.14 марта 1471 года Эдуард IV во главе верных ему войск переплыл Ла-Манш, а через месяц возглавил свои войска в битве при Барнете.

## Прелюдия
14 марта 1471 года армия Эдварда высадилась в Равенспурне. Пополнив ряды сторонниками, йоркисты двинулись вглубь страны — в сторону Йорка. Их войско вначале не встретило сопротивления, поскольку Эдуард двигался через земли графства Нортумберленд, чай правитель Генри Перси был обязан ему возвращением владений. Более того, Эдуард объявил, что возвращается только для возвращения ему титула своего отца герцога Йоркского, а не для того, чтобы оспаривать английскую корону.
Как только Эдуард собрал достаточно солдат, он отказался от этой уловки и направился на юг, в сторону Лондона. Отбивая атаки Эксетера и Оксфорда, он с надеждой на грядущий бой осадил Уорика в Ковентри. Хотя войско последнего имел больше людей, тот отказался принять вызов и ждал прибытия Кларенса, надеясь объединённым войском сокрушить йоркистов. Узнав об этом, Эдуард послал Глостера уговорить Кларенса вернуться в дом Йорков, что тот и сделал. Примирившись, братья двинулись в сторону Ковентри, и Кларенс призвал Уорика сдаться. Разъяренный предательством своего зятя, Уорик отказался разговаривать с ним. Не имея возможности в это время сражаться с графом, Эдвард снова повернул в сторону Лондона.

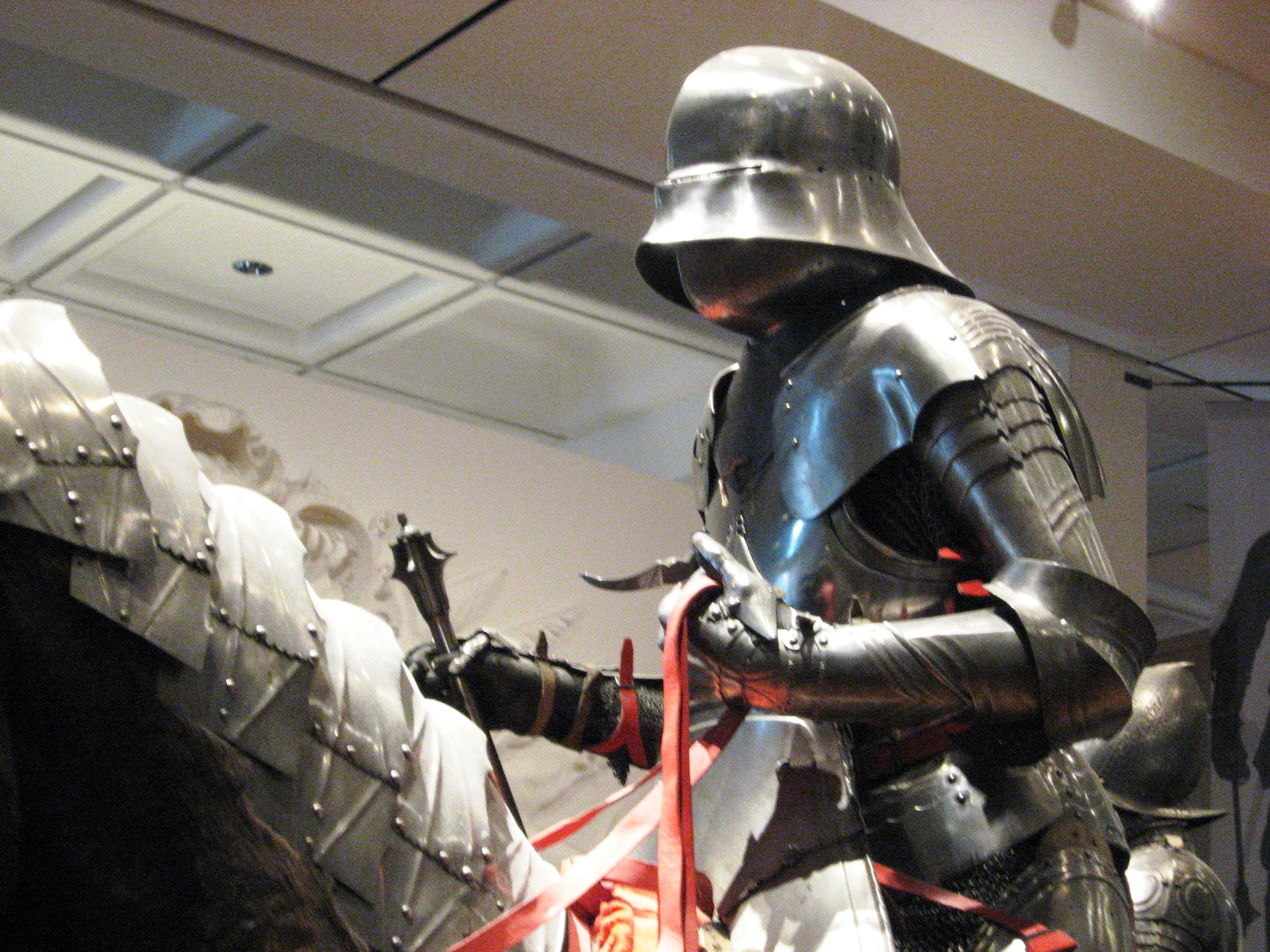
Латные доспехи, в которых сражались английские дворяне (Королевская оружейная палата, Лидс)

Получив покрепления в лице отрядов Монтегю, Оксфорда и Эксетера несколько дней, Уорик пошел по следу противника. Он надеялся, что находящийся под контролем Сомерсета Лондон закроет свои ворота для Эдуарда, что позволит ему поймать армию йоркистов в открытом поле. Однако город тепло принял Йорка; Сомерсет покинул город, и население Лондона предпочло молодого короля. Старый король тепло приветствовал своего узурпатора и предложил себя взять под стражу, полагая, что «[его] жизни не будет угрожать опасность в руках [Эдуарда]». Ланкастерские разведчики обследовали расположенный в 19 километрах к северу от Лондона Барнет, но были отбиты. 13 апреля их основная армия заняла позиции на возвышенности к северу от Барнета, чтобы подготовиться к сражению на следующий день. Уорик выстроил армию в линию с востока на запад, по обе стороны проходящей через Барнет Великой Северной дороги. Оксфорд занимал правый фланг, а Эксетер — левый. Монтегю командовал центром, а Уорик готовился командовать резервом. Граф сместил всю свою линию немного на запад; депрессия в тылу его левого фланга могла бы помешать группе Эксетера, если бы им пришлось отступить.
Армия Уорвика значительно превосходила армию Эдварда, хотя источники расходятся во мнениях относительно точных цифр. Ланкастеры имели 10 — 30 тыс. солдат, Йорки — 7 — 15 тыс. Вечером Эдуард с Генрихом VI достиг Барнета и, не зная точного местоположения врагов, подготовил боевую линию. Гастингс был на левом фланге, Глостер возглавил правый фланг. Кларенс должен был вместе с Эдуардом бороться в центре, хотя это произошло не из-за веры в его способности — так было легче следить за уже дважды предававшим принцем. В тылу находился готовый к развертыванию резерв. С наступлением ночи Эдуард решил совершить утром заранее выбранную им внезапную атаку, под строгим приказом армия Йорков в тишине подобралась ближе к противнику. Ночью ни один из командиров не заметил армию противника, и это событие сыграло решающую роль в битве на следующий день.
Ночью Уорик приказал своим пушкам непрерывно обстреливать предполагаемое местонахождение лагеря противника. Однако йоркисты подобрались вплотную, и ланкастерская артиллерия стреляла мимо целей. Тем временем орудия Йорков хранили молчание, чтобы не выдать своего местоположения. Когда армии расположились на отдых, Монтегю сообщил своему брату о низком моральном духе войска и предложил, чтобы они, как главные командиры, всю битву сражались пешими, а не верхом на лошадях (солдаты считали, что конные командиры, как правило, бросали их, когда ситуация ухудшалась. Оставаясь пешком, Невиллы покажут, что готовы сражаться насмерть, вдохновляя войска). Уорик согласился, и лошадей привязали сзади, недалеко от Ротэм-Вуда

## Командующие

### Йорки
Эдуард IV обычно находился в авангарде битв. Высотой в 1,91 м, он был вдохновляющей фигурой в бою, атакуя врагов в позолоченных доспехах. Средневековые тексты описывают короля как красивого, мускулистого человека с широкой грудью. Он был представительным и харизматичным человеком, легко привлекавшим людей на свою сторону. Эдвард был способным тактиком и лидером в боях. Он часто замечал и использовал слабые места обороны противника, часто с решающими результатами. К 1471 году молодой король уже был весьма уважаемым полевым командиром, однако с обретением короны он проявлял нерешительность в подавлении восстаний. Историк Чарльз Росс хвалит Эдуарда за лидерство и навыки в ближнем бою, а не за стратегию и тактику.
Благодаря своей привлекательной внешности и умелому руководству Эдвард пользовался популярностью среди простых людей, особенно по сравнению с Генрихом VI. Его направленная на расширение и защиту рынков для английской торговли политика была по нраву местным купцам, которых также покорила личность лидера йоркистов. К 1469 году массовая поддержка сошла на нет. Эйфория от смены правителя утихла, и люди обвинили Эдуарда в том, что он не смог «привести королевство Англии к большой популярности и отдыху», а творимые дворянами-йоркистами злоупотребления оставались безнаказанными. Когда Эдуард вторгся в Англию в 1471 году, немногие простые люди открыто праздновали его возвращение.
В Барнете к Эдварду присоединились его братья — герцог Глостера Ричард и герцог Кларенс Джордж. В отличие от своего старшего брата, Глостер был стройным и хрупким на вид. В будущей грядущей битве, ставшей для него первой крупной, ему было 18 лет. Однако его воинская доблесть пользовалась большим уважением; многие историки считают его способным воином и военачальником. К Джорджу не так хорошо относились, как к его братьям, особенно в вопросах лояльности. Когда Эдуард стал королем, тот стал его наследником; однако брак Эдварда с Елизаветой Вудвилл угрожал сместить герцога в линии наследования престола. Кларенс участвовал в планах Уорика, женившись на его дочери Изабеллы, полагая, что сможет занять трон своего брата. После перехода Невилла на сторону Ланкастеров и выдачи за их принца своей второй дочери Анны Йорк потерял веру в графа. Когда Эдуард начал кампанию по возвращению престола, Джордж принял предложение своего брата о помиловании и воссоединился с йоркистами в Ковентри 2 апреля. Последним из йоркских командиров был барон Уильям Гастингс, верный подданный с начала войн. Гастингс сопровождал молодого короля в изгнании и поддержал его возвращение. Придворный был вознагражден за свою верность, получив в 1471 году звание лейтенанта Кале и став лордом-камергером и главным доверенным лицом Эдуарда.

### Ланкастеры
Уорик сражался за Йорков с ранних этапов Войны Роз и вместе со своим двоюродным братом Эдуардом IV был во многих сражениях. Его годы лояльности снискали ему доверие йоркистов, а политические и военные победы вкупе с популярностью среди простых людей сделали его важной фигурой. Он имел мощное влияние на английскую политику, за что получил прозвище «Делатель королей». Прежние историки описывали его как военного гения, но к XX веку его тактические таланты были пересмотрена; Филипп Хэйг подозревал, что некоторыми своими победами, вроде первой битвы при Сент-Олбансе, Невилл был обязан нахождению в нужном месте в нужное время. Кристофер Граветт считает, что граф был слишком оборонительным и ему не хватало умственной гибкости.

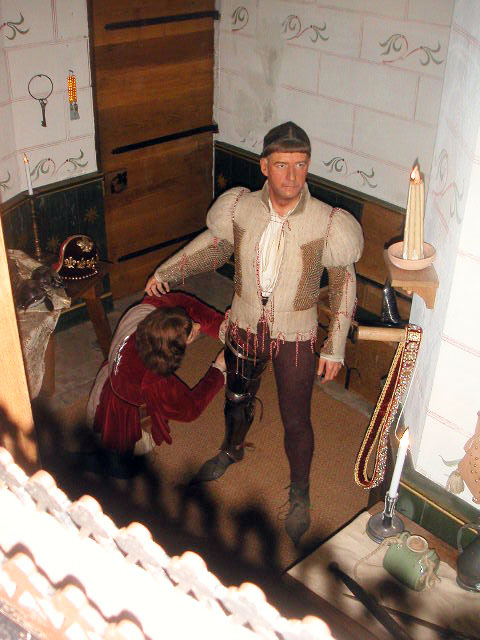
Граф Уорик готовится к битве (диорама, Уорикский замок).

1-й маркиз Монтегю Джон Невилл был менее амбициозным, чем старший брат, но более способным воином и тактиком. В 1464 году он с попавшим в засаду войском йоркистов смог переломить ситуацию в битве при Хеджли-Мур, а в битве при Хексеме добился победы внезапной атакой. Эти победы завершили обширную службу Невилла на севере, и Эдуард наградил его приносившим значительный доход графством Нортумберленд. Этот подарок особенно обрадовал Невилла; его семья была во вражде с поддерживавшими Ланкастеров прежними графами Нортумберленда Перси. Однако в марте 1470 года в попытке заручиться поддержкой Эдуард восстановил Генри Перси в графском достоинстве. В качестве компенсации Невилл получил более величественный титул маркиза Монтегю; однако сопровождавшие этот чин земли были гораздо беднее утраченных, и новый маркиз воспринял это как оскорбление. Однако Монтегю не сразу присоединился к восстанию Уорика; он дезертировал позже в том же году, когда его брат вторгся в Англию.
Мало что известно о ранней истории 13-го графа Оксфорда Джона де Вера, в хрониках о нём мало упоминается до Лоскот-Филда. Его отец был верным ланкастерцем и был казнен за неудавшийся заговор с целью убийства Эдуарда IV. Король пытался обеспечить лояльность сына, посвятив его в рыцари и простив его проступки. Но тот остался верен Ланкастерам и участвовал в походе Уорвика. Историки описывают молодого Оксфорда как достойного военачальника, примером чего является его поведение в битве при Барнете.
Хотя герцог Эксетера Генри Холланд был королевской крови, его обычно считали преступником, склонным к насилию и глупости. Зарекомендованный враг Невиллов, Эксетер особенно злился на Уорика за то, что тот сместил его с наследственной должности лорда верховного адмирала в 1457 году. Тем не менее, когда Уорик присоединился к ланкастерцам, Эксетер подчинился Маргарите и служил под началом графа во время вторжения в Англию. Хотя он поддерживал дело Ланкастеров, Эксетер имел семейные связи с домом Йорков — он был мужем сестры Эдуарда Анны Йоркской.

## Сражение

Начальная фаз боя

14 апреля 1471 года около 4 часов утра обе армии проснулись. Однако Эдвард планировал раннюю атаку и быстро поднял своих людей, чтобы вступить в бой с ланкастерцами. В начале сражения с обеих сторон открыли огонь лучники и артиллеристы. Утренний туман был густым, и ночные движения сместили их вбок друг от друга. Каждое войско было немного смещено вправо, из-за чего их правые фланги могли окружить левые фланги врага. Ланкастерцы первыми воспользовались этим преимуществом; Оксфорд быстро одолела Гастингса. Солдаты-йоркисты бежали в сторону Барнета, преследуемые ланкастерцами. Некоторые из людей Гастингса даже добрались до Лондона, распространяя слухи о падении Йорка и победе Ланкастеров. Отряд Оксфорда распался, когда солдаты занялись грабежом павших врагов и разграблением Барнета. Крича и преследуя своих людей, Оксфорд собрал 800 солдат и повел обратно в бой.
Из-за тумана видимость была плохой, и основные силы не заметили победы Оксфорда, крах левого крыла йоркистов практически не повлиял (если вообще оказал влияние) на моральный дух. Схватка между отрядами Монтегю и Эдуарда была равной и интенсивной. Однако левое крыло Ланкастеров подверглось аналогичной совершённой Оксфордом атаке, Глостер воспользовался рассогласованными силами и отбил атаку Эксетера. Продвижение брата Эдуарда было медленным, потому что его группа поднималась по небольшому склону. Тем не менее оказанное им давление на левое крыло Ланкастеров изменило всю боевую линию. Увидевший перемены Уорик приказал большей части своих резервов помочь ослабить давление на Эксетера, а остальные силы направил в бой в центре. Постепенно линия фронта приняла направление с северо-востока на юго-запад.

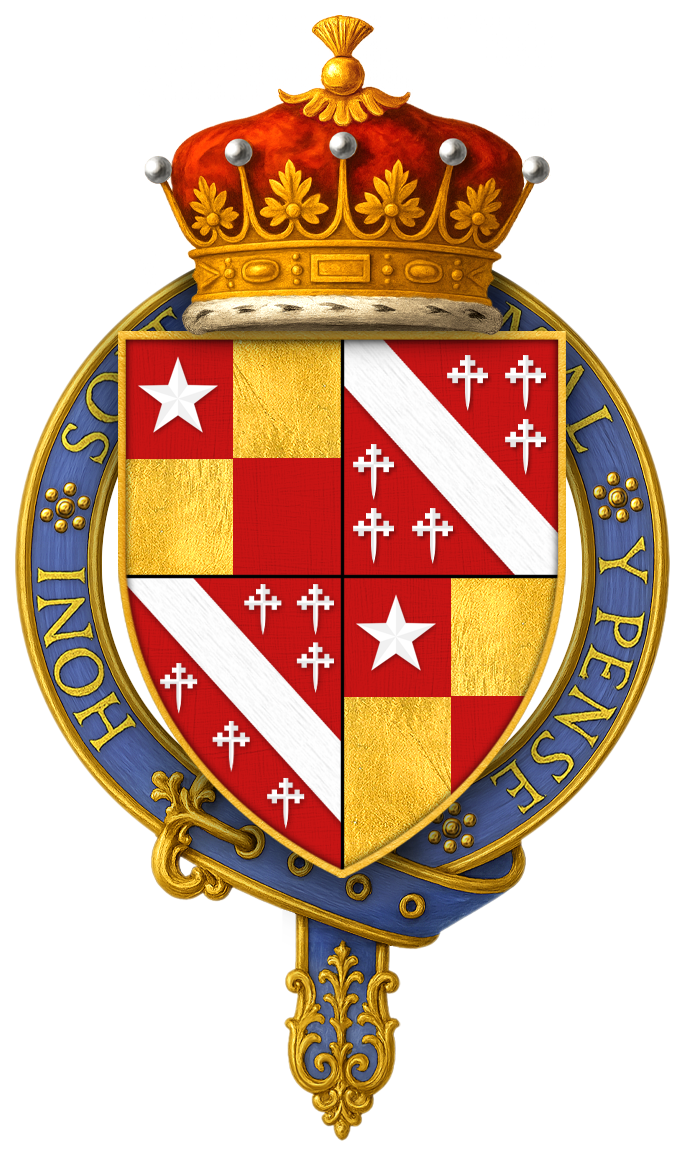
Герб Джона де Врё со звездой.
Герб Западного райдинга Йоркшира с солнцем Йорков.

Заключительная фаза боя

Оксфорд вернулся сквозь туман обратно к месту боя, его воины неожиданно прибыли в тыл Монтегю. Скрытая туманом фамильная серебряная «звезда с лучами» Оксфорда была принята людьми Монтегю за «восходящее солнце» Йорков. Предположив, что перед ними солдаты врага, они выпустили залп стрел. Оксфорд и его люди немедленно заявили о предательстве; как стойкие ланкастерцы, они сомневались в лояльности Монтегю, ещё недавно очернившего себя изменой. Они нанесли ответный удар и начали выходить из боя. Их крики об измене были подхвачены и быстро распространились по линии Ланкастеров, ломая её порядок, солдаты бежали в гневе, панике и замешательстве. Когда туман начал рассеиваться, Эдуард увидел пребывавший в беспорядке центр вражеского войска, и послал туда свои резервы для ускорения его краха. Крики о кончине Эксетера от топора йоркистов раздались по всему полю боя со стороны ланкастерских левых сил, в суматохе Монтегю был ранен в спину и убит либо йоркистом, либо одним из людей Оксфорда.
Став свидетелем смерти своего брата, Уорик понял, что битва проиграна. Он направился к лошадям, пытаясь отступить. Эдуард осознал близость победы, и так как для него живой Уорик был ценее мёртвого, то отдал приказ и отправил своих людей привести графа живым. Некоторые летописцы предположили, что король считал Уорика ценным союзником при удачной попытке убедить его вернуться на сторону Йорков. Историк Майкл Хикс считал, что Эдуард хотел схватить графа для будущей публичной казни, а не в качестве жеста милосердия. Независимо от намерений короля, Уорик при бегстве с поля был сбит с лошади и убит.
В музее Барнета есть миниатюрная модель битвы.

## После битвы
Бой длился от двух до трех часов и закончился к моменту рассеивания тумана. Как обычно в большинстве сражений того времени, разбитая армия понесла гораздо большие потери; убегающих солдат не брали в плен. Источники тех времён приводят разные цифры потерь; «Большая лондонская хроника» — 1,5 тыс. погибших, «Великая хроника Лондона» — 4 тыс. летописцы XVI века Эдвард Холл и Рафаэль Холиншед сообщали о не менее 10 тыс. погибших. Йоркисты понесли вдвое меньше потерь, чем ланкастерцы. Ройл отдает предпочтение зафиксированным приблизительным цифрам в 500 и 1000 погибших.
Тела двух братьев Невиллов были доставлены обратно в Лондон. Их не постигла обычная участь предателей — четвертование и выставление у городских ворот. Ради борьбы со слухами о спасении Эдуард разместил их обнаженные трупы в соборе Святого Павла на три дня, прежде чем позволить их похоронить в семейном склепе в аббатстве Бишам.
В день битвы Маргарита высадилась в Уэймуте в графстве Дорсет, после чего симулировала поход на Лондон, за счёт вырученного времени пополнив свою армию рекрутами из Уэльса и Валлийских марок. Королева Ланкастеров была разочарована известием о кончине Уорика, но Сомерсет предположил, что им было бы лучше без графа.Несмотря на понесённое поражение, бежавшие с поля боя ланкастерцы надеялись на успешный исход дела. Предупрежденный шпионами об истинном маршруте ланкастерцев, Эдуард вместе со своими братьями 4 мая перехватил и победил войско Маргариты в битве при Тьюксбери 4 мая.
Эксетера лишили доспехов и бросили умирать на поле битвы при Барнете, но хотя он и был тяжело ранен, сумел выжить. Его соратники нашли его и отвезли в Вестминстерское аббатство. После выздоровления он был заключён лондонском Тауэре на четыре года, прежде чем подчинился Эдуарду. Эксетер не участвовал в последующих сражениях Войны Роз. Эдвард отправил его в экспедицию йоркистов во Францию в 1475 году, и, как сообщалось, герцог упал за борт и утонул без каких-либо свидетелей..
Оксфорд бежал во Францию и участвовал в пиратских нападениях на английские корабли. Он был схвачен в 1473 году после захвата острова Сент-Майклс-Маунт у юго-западного побережья Англии. Двенадцать лет спустя сбежал из тюрьмы и присоединился к Генриху Тюдору, был одним из командующих ланкастерской армией в битве при Босворте в 1485 году.

## Наследие
Битва при Барнете была важным сражением в Войне Роз: она привела к смерти выдающегося деятеля и обеспечила трон другому. Несмотря на историческую важность, упоминания о ней среди современников редки. Битва со слова очевидца описана в «Прибытии Эдуарда IV» и письмах поддерживавшего Ланкастеров сэра Джона Пэстона. Другие источники, вроде Хроники Уоркуорта, содержат лишь отрывочные сведенияо битве.
Историки предполагают, что если бы Уорик объединился с Маргаритой, то объединённая армия сокрушила-бы Йорков. Вместо этого решительное поражение наряду с будущей битвой при Тьюксбери обеспечила английский трон Эдуарду IV. Историк Колин Ричмонд считает, что возвращение Эдварда к власти было обеспечено в Барнете — Тьюксбери был «просто эпилогом». Не имея необходимости бороться с популярностью и политическим влиянием Уорика, молодой король мог полностью проявить свою волю и беспрепятственно править страной. Баллады, сочиненные во время правления Эдуарда, прославляли его победу, санкционированную Богом. Барнет стал катастрофой для Невиллов; их земли были отданы, а должности сокращены. Семья больше никогда не достигла того влияния в английской политике, которой пользовалась до битвы.

### В культуре

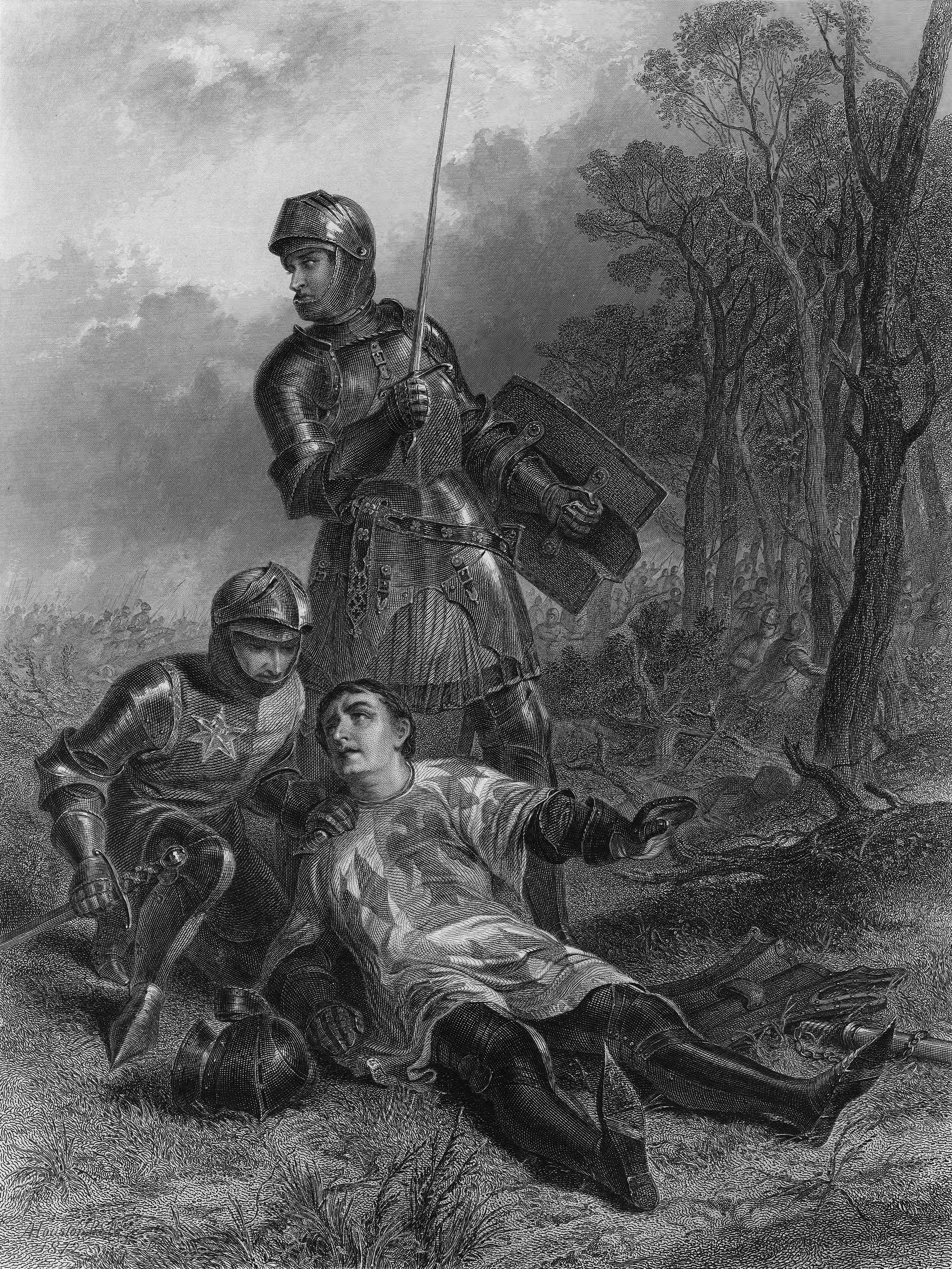
Уорик произносит последние слова перед смертью Оксфорду (крайний слева) и Сомерсету (с мечом).

Битва упоминается в «3-й части пьесы Генрих VI» Уильяма Шекспира. Первая сцена пятого акта изображает приведшие к битве события; вторая и третья являются заключениеме, в котором персонажи обсуждают бой и судьбы его участников. Шекспир использует мало сообщаемых летописцами подробностей, и игнорирует примечательные инциденты, вроде путанницы гербов Оксфорда и Эдварда. Его пьеса основана преимущественно на поэтических и драматических источниках. В пьесе Монтегю убит при попытке спасти своего брата (исходный материал Шекспира включает в себя «Союз двух благородных и иллюстративных семей Ланкастра и Йорка» Холла 1548 года), а вынесенный Эдуардом из боя Уорик перед смертью общается с Оксфордом и Сомерсетом. Смерть Уорвика доминирует в сценах, отражая яркое изображение Холлом кончины графа как доблестной смерти. Более того, в то время как в нескольких хрониках упоминается желание Эдварда взять графа живым, Шекспир изображает Йорка желающим расправиться с ним.
Шекспир представляет братьев Невилл готовыми умереть друг за друга, в то время как трое сыновей Йорка (Эдуард, Глостер и Кларенс) постепенно разлучаются со своими собственными целями и идеями. Профессор английского языка Джон Кокс предполагает, что Шекспир не разделял сложившегося в послевоенных балладах мнения о том, что триумф Эдуарда был предопределен Богом. Он утверждает, что размещение Шекспиром в последнем акте предательства Кларенса непосредственно перед битвой предполагает, что правление Йорка проистекает из его военной агрессии, удачи и «политики». Шекспир также явно исключает Эдварда из сцен действий, что является отходом от изображений Холла..

### Поле битвы

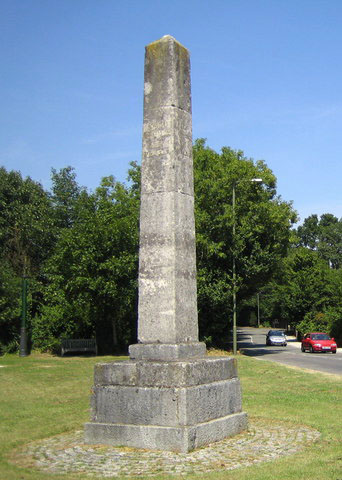
Хэдли Хайстоун.

Отвечающий за сохранение исторических мест правительственный орган English Heritage примерно определяет местонахождение поля битвы в районе от 800 до 1600 м. к северу от города Барнет. За столетия большая часть местности изменилась, а записи о границах и географии города недостаточно подробны, чтобы представители English Heritage или историки могли сделать вывод о точном месте битвы. Географические особенности, соответствующие современным описаниям, позволяют приблизительно предположить, где происходили бои.
English Heritage предполагает, что письмо ганзейского купца Герхарда фон Весселя XV века помогает определить поле битвы по геологическим особенностям. В нем упоминается «широкая зелень», которая соответствует Хэдли-Грин, а болото на правом фланге линии йоркистов, вероятно, находится в долине ручья Монкен-Мид. В письме также упоминается дорога Сент-Олбанс, которая практически не изменилась и петляет через поля. Однако в результате урбанизации XVIII и XIX веков большая часть территории была застроена зданиями. К XX веку пригород Монкен-Хедли занимал часть полей, где произошла битва при Барнете. Изгородь на местном поле для гольфа, как предположил подполковник Альфред Бёрн, скорее всего, представляет собой ряд кустарников, за которыми выстроились и укрылись люди Оксфорда.
В 1740 году сэр Джереми Сэмброук воздвиг обелиск в память о битве примерно в 200 м. к югу от перекрестка Грейт-Норт-роуд и Киттс-Энд-роуд. Позже его перенесли к северу от перекрестка на поле между двумя дорогами. Известный как Хэдли Хайстоун, он имеет высоту 5,5 м.}}
Каждый год на месте битвы проводится средневековый фестиваль Барнета. Он представляет собой реконструкцию битвы и рыночных прилавков.